# Museo Histórico Local de Montilla
El Museo Histórico Local de Montilla es un museo de gestión y propiedad municipal ubicado en la localidad de Montilla, en la provincia de Córdoba, España. 
Fue inaugurado en marzo de 1994 siendo su primera sede la casa de la cultura. En 2018 abrió su nueva sede en la fábrica de la luz, un edificio de la antigua Cooperativa Eléctrica Montillana que anteriormente albergó la sede del Consejo Regulador de la Denominación de Origen Protegida Montilla-Moriles.
La colección y los fondos del museo proceden casi en su totalidad de yacimientos situados en la comarca de Montilla. Cabe destacar que en Montilla fue hallado el primer cetáceo fósil español Mystacoceti, de gran trascendencia para la geología del valle del Guadalquivir. Se exponen útiles procedentes del Paleolítico Inferior así como hachas de bronce y fragmentos cerámicos de la Edad del Bronce, exvotos ibero-romanos, fragmentos cerámicos del periodo orientalizante o monedas de Obulco y Cástulo. Del periodo medieval conserva diversos mosaicos procedentes de villas excavadas, objetos de bronce, monedas, cerámica de tradición árabe y una colección de campanas de diferentes épocas.